# Petar Fajfrić
Petar Fajfrić (Berkasovo, 15 de fevereiro de 1942 – Šabac, 11 de março de 2021) foi um handebolista sérvio.
Atuou na Seleção Iugoslava, com o qual conquistou um ouro nos Jogos Olímpicos de 1972, e dois bronzes no Campeonato Mundial em 1970 e 1974.
Morreu em 11 de março de 2021 em Šabac de COVID-19.

## Títulos
- Jogos Olímpicos:
  - Ouro: 1972